# Hubert Niel
Pour les articles homonymes, voir Niel.
Hubert Niel, né le 27 avril 1941 à Saint-Nicolas-de-Redon et mort le 16 mai 2022 à Allaire (Morbihan), est un coureur cycliste français. 
Professionnel de 1965 à 1970, il remporte notamment le Tour de l'Oise. 
Après sa carrière cycliste, il devient concessionnaire automobile à Redon.

## Palmarès
- 1963
  - Essor breton :
    - Classement général
    - 2e étape
- 1964
  - Essor breton :
    - Classement général
    - 2e étape
- 1965
  - 2e du Circuit de l'Aulne
- 1966
  - Tour de l'Oise :
    - Classement général
    - 3e étape

  - 2e des Boucles pertuisiennes
- 1967
  - 2e de Gênes-Nice
- 1969
  - 5ea (contre-la-montre par équipes) et 13eb (contre-la-montre) étapes du Tour du Portugal
- 1970
  - 1re étape du Grande Prémio Philips (contre-la-montre)
  - 11eb étape du Tour du Portugal
  - 12 Voltas à Gafa
  - 3e du Circuit de Malveira

## Résultats sur les grands tours

### Tour d'Espagne
1 participation
- 1967 : 62e